# Thomas B. Catron

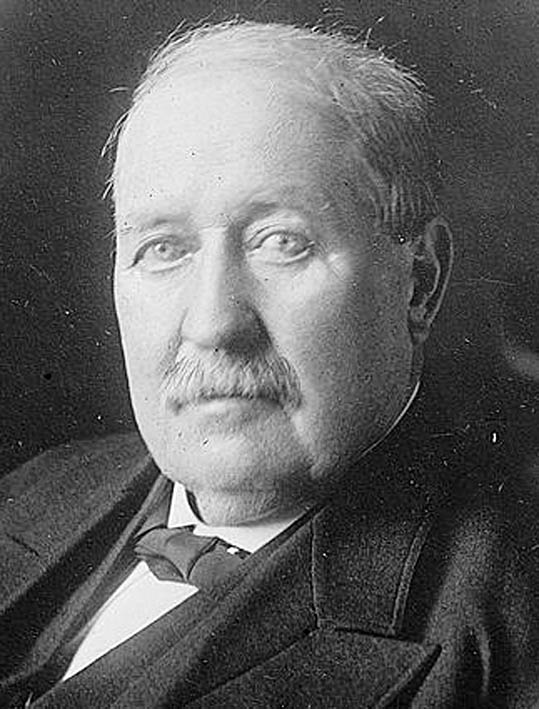
Thomas B. Catron

Thomas Benton Catron, född 6 oktober 1840 i Lafayette County, Missouri, död 15 maj 1921 i Santa Fe, New Mexico, var en amerikansk republikansk politiker och jurist. Han representerade delstaten New Mexico i USA:s senat 1912-1917.
Catron utexaminerades 1860 från University of Missouri. Han deltog i amerikanska inbördeskriget i Amerikas konfedererade staters armé. Han studerade sedan juridik och flyttade till New Mexico-territoriet. Han inledde sin karriär som advokat i Las Cruces. Han var territoriets justitieminister (New Mexico Territory Attorney General) 1869-1872. Han arbetade sedan som federal åklagare 1872-1878.
Catron var en av markägarna i gruppen av jurister känd som Santa Fe Ring som skaffade stora landområden i New Mexico-territoriet. Han blev territoriets största jordägare.
När New Mexico 1912 blev delstat, valdes Catron och Albert B. Fall till de två första senatorerna. Catron efterträddes 1917 som senator av demokraten Andrieus A. Jones.
Catrons grav finns på Fairview Cemetery i Santa Fe. Catron County har fått sitt namn efter Thomas B. Catron.